# Kleptochthonius stygius
Kleptochthonius stygius är en spindeldjursart som beskrevs av William B. Muchmore 1965. Kleptochthonius stygius ingår i släktet Kleptochthonius och familjen käkklokrypare. Inga underarter finns listade i Catalogue of Life.